# ارزش تغذیه
ارزش تغذیه یا ارزش تغذیه‌ای (به انگلیسی: Nutritional value) به عنوان بخشی از کیفیت غذا، معیاری برای نسبت متعادلی از مواد مغذی ضروری کربوهیدرات، چربی، پروتئین، مواد معدنی و ویتامین‌های موجود در مواد غذایی یا رژیم غذایی در رابطه با نیاز مصرف‌کننده به مواد مغذی است. چندین سیستم رتبه‌بندی تغذیه‌ای و برچسب حقایق تغذیه‌ای برای رتبه‌بندی مواد غذایی از نظر ارزش غذایی آن پیاده‌سازی شده‌اند. دستورالعمل‌های بین‌المللی و ملی برای اطلاع‌رسانی به مصرف‌کنندگان در مورد دریافت بهینه مواد مغذی از رژیم غذایی آنها وجود دارد.
در مقیاس بیولوژیکی، ارزش تغذیه غذا ممکن است برای شرایط مختلف سلامتی (منجر به توصیه‌های غذایی و غذاهای رژیمی خاص)، تفاوت‌های فصلی، سن، تفاوت‌های جنسی، و بین گونه‌ها یا تفاوت‌های طبقه‌بندی متفاوت باشد.